# Un monde à part (téléfilm)
Pour les articles homonymes, voir Un monde à part.
Pour plus de détails, voir Fiche technique et Distribution.
Un monde à part ou Le Nouveau Monde (Saving Sarah Cain) est un téléfilm dramatique américain coproduit et réalisé par Michael Landon Jr., diffusé en 2007. Il s’agit de l’adaptation du roman américain The Redemption of Sarah Cain de Beverly Lewis (2000).

## Synopsis
À la mort de sa sœur, la journaliste Sarah Cain découvre qu'elle est la tutrice légale de ses deux neveux et trois nièces. Refusant de les abandonner, elle les ramène avec elle dans son grand appartement moderne dans l'Oregon. Pour ces jeunes enfants qui vivaient au sein de la communauté Amish du comté de Lancaster, le passage à la vie moderne s'avère très compliqué…

## Fiche technique
Sauf indication contraire, les informations mentionnées dans cette section peuvent être confirmées par la base de données cinématographiques IMDb,  présente dans la section « Liens externes ».
- Titre française : Un monde à part ; Le Nouveau Monde (titre télévisuel)
- Titre original : Saving Sarah Cain
- Réalisation : Michael Landon Jr.
- Scénario : Brian Bird et Cindy Kelley, d'après un roman The Redemption of Sarah Cain de Beverly Lewis (2000)
- Direction artistique : Eric Weiler
- Décors : Mark J. Mullins
- Costumes : Nancy Cavallaro
- Photographie : Matthew Williams
- Montage : Steve Haugen
- Musique : Mark McKenzie
- Production : Brian Bird, Robert Gros et Michael Landon Jr.
- Sociétés de production : Fox Faith ; Believe Pictures et Redemption Films (coproductions)
- Société de distribution : Lifetime
- Pays d'origine :  États-Unis
- Langue originale : anglais
- Format : couleur — 1,78:1 — son Dolby Digital
- Genre : drame
- Durée : 103 minutes
- Date de diffusion :
  - 19 août 2007 sur Lifetime

## Distribution
- Lisa Pepper (VF : Isabelle Maudet) : Sarah Cain
- Abigail Mason (en) (VF : Noémie Orphelin) : Lyddie Cottrell
- Elliott Gould (VF : Patrice Dozier) : Bill Alexander
- Yolanda Wood (it) : Norma
- Jennifer O'Dell : Madison Miller
- Tom Tate (VF : Ludovic Baugin) : Bryan Ford
- Carl Nelson : le serveur
- Micaela T. Nelligan : le touriste
- Tom Markus : Évêque Stoltzfus
- Soren Fulton : Caleb Cottrell
- Danielle Chuchran : Anna Mae Cottrell
- Tanner Maguire (en) (VF : Corinne Martin) : Josiah Cottrell
- Bailee Madison : Hannah Cottrell
- Tess Harper (VF : Martine Irzenski) : Miriam Esh
- John Cruz : Samuel King
- Phil Abrams (VF : Hervé Caradec) : Charles Eberley
- Ian Reed Jones : Joseph King
- Monique Lanier (arz) : Ada King
- Max Whitaker : Sol King

 Source et légende : version française (VF) sur RS Doublage et selon le carton de doublage télévisuel.

## Production

### Tournage
Le tournage a lieu dans le comté de Lancaster en Pennsylvanie, ainsi qu’Kamas et Salt Lake City en Utah.

### Musique
La bande originale pour la version américaine Saving Sarah Cain comprend des chansons signées des groupes chrétiens tels que Point of Grace et BarlowGirl.
1. Pie — Three Days Grace
2. How You Live — Point of Grace
3. Saving Sarah Cain Main Titles
4. Sea Shells
5. Farewell
6. Dishes are Never A Chore — Mark McKenzie
7. Sarah’s Story
8. Love Letter
9. Nay! — Josiah’s Tree Climb
10. Those Were Our Tears!
11. Here’s My Life — BarlowGirl
12. You’re OK in Everyway — Mark McKenzie
13. Five Amish Orphans
14. She Prayed For You Everyday
15. Don’t Leave Us
16. Prayer Changes Everything
17. You Carried Me — Building 429